# Јован Апостоловић
Јован Апостоловић (Будим, после 1730 — Нови Сад, 1770) био је први Србин доктор медицине. Школованих лекара Срба није било све до 12. октобра 1757. када је Јован Апостоловић, Србин из Будима, у Халеу одбранио докторску дисертацију.

## Живот и дело
Јован Апостоловић је рођењен у Будиму, Хабзбуршка монархија, али се тачан датум његовог рођења различито наводи у многим изворима. Према једном од најпоузданијих он је рођен новембра 1735. како то стоји у Апостоловићевој уписници из Пожунског (Братислава) лицеја из новембра 1750. Како је у уписници наведено да је стар 15 година, Ристо Ковијанић сматра да је можда рођен и 1734, а не 1730. како је забележио Рајковић, а онда његов став прихватили многи историчари српске медицине.
Јованова породици пореклом је из Солуна. Јованов деда Дима Апостоловић, био је сапунџија и биров у Табану, у српској четврти Будима. Рођен од мајке Љубице и оца Вукана као треће дете, растао је у духу православља и традиционалних обичаја, али често је побољевао јер је био нежног здравља.
Рано је научио да чита и пише, па је ноћи проводио уз свећу читајући књиге. Јован је приватну основну школу завршио у родном граду Будиму, код учитеља Дамјана Игњатовића, по чијем је савету наставио школовање на Братиславском (Пожунском) лицеју на коме је изучавао реторику и филозофију од 1749. до 1754. За време школовања на лицеју у Братислави, школски друг му је био Павле Јулинац.
Јован Апостоловић је медицину студирао у Халеу од 1754. до 1757. За време студија није много сецирао лешеве, што се види из података факултета у Халеу да је његов професор Хофман за 24 године сецирао само 20 лешева. Дипломирао је 12. (или 20 по другим изворима) октобра 1757. године након одбране докторске инаугурационе тезе под насловом: „Како утичу психичке трауме на људски организам“ (лат. Dissertatio inauguralis medico-philosophica exhibens modum quo affectus animi in corpus Humanum agunt generatim) и тако постао први доктор медицине међу Србима. Сама инаугурациона теза имала је 40 страна и била је подељена у 65 параграфа.
У својој медицинско - филозофској расправи, коју је Јован Апостоловић посветио свом учитељу и ментору Герхарду ван Свитену, аустријском реформатору, проблеме стреса третирао је на у то доба модеран начин, у духу идеја просвећености које ће код Срба нешто касније развити Доситеј Обрадовић. Дисертација која је писан латинским језиком данас има само историјску вредност.
У посвети Герхарду ван Свитену, Јован Апостоловић је између осталог, написао да је он...
| „ | ...„можда једини и први из славног српског народа који је свој дух поклонио медицинској науци“... и изразио наду да ће овај успех покренути његов „угледни српски род, до сада довољно славан по оружју, да убудуће буде прослављан и по својој књижевности и науци и да се тако, не само мачем већ и науком бори за напредак своје миле отаџбине“ | ” |

Као изузетном студенту професори су му дозволили да већ две године по дипломирању, 1760, брани докторску дисертацију под називом „Како осећања делују на људско тело”, што се у историји медицине рачуна као једно од првог разматрање утицаја стреса на физичко здравље човека.
Један примерак његове дисертације чува се у Универзитетској библиотеци у Будимпешти а један у Британском музеју у Лондону.
Након завршених студија Јован Апостоловић је једно време радио у Будиму а потом је 1759. године прешао у Нови Сад где је радио у приватној пракси.
Након што се у Банату и Београду појавила куга, па је претила опасност од епидемијског ширења заразе, градске власти Новог Сада су Апостоловића ангажовале на лечењу болесника и сузбијању заразе. Тако је место градског физикуса (publicus civitatus medicus) успео да добије захваљујући опасности од ширења куге 13. јануара 1763. године, са годишњом платом од 300 форинти. Овим постављењем Апостоловић је постао и први физик у Новом Саду о чему је писмено извештена и Крањевска угарска дворска комора.
Када му је град прво смањио а онда престао да исплаћује плату, због лошег материјалног стања (по другима изворима из верских побуда) Апостоловић је дошао у сукоб са градским властима, и поднео оставку на дужност физику са маја 1765. године и поново је наставио у Новом Саду да ради у приватној пракси.
Више пута прелазио је Саву и Дунав да би дошао у Србију захваћену колером како би помагао оболелима, и учествовао у сузбијању зараза у Београдском пашалуку.
Као приватни лекар радио је све до преране смрти (претпоставља се од туберкулозе) у Новом Саду, 1770. године, у 36-тој години живота.